# سوجین
سوجین کامی‌یاما (上山 草人؛ ۳۰ ژانویهٔ ۱۸۸۴ – ۲۸ ژوئیهٔ ۱۹۵۴) مشهور به سوجین بازیگر اهل ژاپن بود.
از فیلم‌هایی که وی در آن نقش داشته‌است، می‌توان به دیپلماسی، شاهنشاه، عملیات نجات، سوابق، مادام اکس، نمایش نمایش‌ها، هفت سامورایی، دزد بغداد، سامورایی ۱: موساشی میاموتو، شیطان رقاص، خفاش و آقای باگز محترم اشاره کرد.